# Église Saint-Maclou de Rouen
Pour les articles homonymes, voir Église Saint-Maclou.
L'église Saint-Maclou est un lieu de culte catholique dans le centre-ville de Rouen, dans le département français de la Seine-Maritime en région Normandie.

## Origine du nom
Son nom est tiré de Maclou qui fut un des sept saints fondateurs de la Bretagne continentale. Il aurait vécu entre le VIe siècle et VIIe siècle.

## Histoire de l'église

### Construction
Un premier sanctuaire est construit au Xe siècle sur une île de la Seine dans une zone marécageuse[réf. nécessaire]. Les marécages (dont le nom est conservé par la rue Malpalu menant à Saint-Maclou) environnant la chapelle primitive sont asséchés par le duc de Normandie[Lequel ?][réf. nécessaire]. Les habitations se multiplient autour de ce sanctuaire qui prend alors le nom de Saint Maclou. La chapelle est élevée au statut de paroisse grâce au roi Louis IX en 1253. Le roi agrandit à cette occasion le quartier et permet un embellissement des lieux. Les deux premières églises sont détruites à cause d'incendies au XIIIe siècle. Une troisième église paroissiale, qui fut reconstruite sur les deux premières, voit sa nef s'effondrer au début du XVe siècle en raison d'un manque d'entretien.

### Reconstruction
En 1432, les trésoriers de la fabrique font la demande à l'archevêque de Rouen Hugues des Orges, de reconstruire l'église paroissiale afin de l'adapter aux besoins des paroissiens. Les travaux débutent en 1436, grâce à l'archevêque qui accorde par une ordonnance quarante jours d'indulgences à ceux qui contribueront à la reconstruction de l'église paroissiale. Pierre Robin est le premier architecte de l'église. Il remet aux trésoriers des plans de l'église et obtient l'accord de tout le monde. Les autres architectes sont Oudin de Mantes, Simon le Noir, Ambroise Harel, Pierre Gringore. Ils se succèdent à la reconstruction de l'église jusqu'au milieu du XVIe siècle. La construction s'achèvera partiellement en 1480 avant la réalisation du clocher. L'église est consacrée l'année suivante par l'archevêque de Rouen, Georges II d'Amboise. La construction est possible grâce à la participation financière des paroissiens qui débute en 1333, comme en témoignent le petit cartulaire et le grand cartulaire de la fabrique. Les donations et contributions diverses permettent l'achat d'un jubé, des ornements de draps d'or et de velours cramoisi, la construction d'une nouvelle sacristie, la mise en place des grandes portes avec des mentaux sculptés.

### De l'époque moderne à nos jours
Malgré le saccage par les protestants en 1562 et la fermeture de l'église Saint-Maclou durant la Révolution française en 1793, elle fait partie des treize églises de Rouen conservées. Sa flèche actuelle a été reconstruite entre 1868 et 1871 à la suite d'intempéries au cours du XVIIe siècle.

### Sources
Le petit cartulaire de la fabrique est actuellement conservé aux archives départementales de Seine-Maritime à Rouen sous la cote G6872 et a été produit à la demande de la fabrique de la paroisse dans les années 1440, au début des travaux de la reconstruction de l'église Saint-Maclou. Ce registre regroupe divers actes : des donations, des testaments, des lettres de fondation, des lettres d'indulgences, des lettres de cessions. Le grand cartulaire de la fabrique est conservé sous la cote G6873. À la suite de la demande d'un paroissien, Nicolas Dufour, dont la famille possède une grande renommée durant la reconstruction de l'église Saint-Maclou, le roi François Ier accepte la production d'un nouveau cartulaire en 1520 par une charte qui se trouve au début du manuscrit. Ce grand registre est classé en huit parties thématiques, ou huit chapitres, contenant des actes similaires à ceux du petit cartulaire destiné à la reconstruction et à l'embellissement de l'église Saint-Maclou.

## Architecture
L'église est un joyau de l'art gothique flamboyant construit entre 1437 et 1517 . Elle possède une façade Ouest dans laquelle s'ouvre une rosace. Devant cette façade s'ouvre un porche à cinq baies disposées en arc de cercle, surmontées de gables ajourés. Les trois baies centrales abritent trois portails dont deux sont ornés de portes en bois sculptées, œuvre des huchiers (ébénistes, sculpteurs sur bois) de la Renaissance. Le portail principal s'orne de scènes de la résurrection des morts dans ses voussures et d'un jugement dernier sur son tympan. Le porche sert d'appui, à l'angle de la rue Martainville et Damiette, à une fontaine.
Le plan de l'église présente un transept non saillant par rapport aux chapelles latérales. Saint-Maclou conserve la tradition normande de la tour-lanterne comme la cathédrale Notre-Dame, mais en plus, elle fait office de clocher. La flèche de 83 m qui la surmonte a été édifiée de 1868 à 1872 et est l'œuvre de l'architecte Jacques-Eugène Barthélémy. Le déambulatoire n'a pas de chapelle d'axe et le chœur possède une abside à quatre pans – au lieu de trois ou cinq, comme pour la plupart des églises. Un pilier du chœur se situe dans l'axe de l'édifice comme dans l'église Notre-Dame de Caudebec-en-Caux, contemporaine.

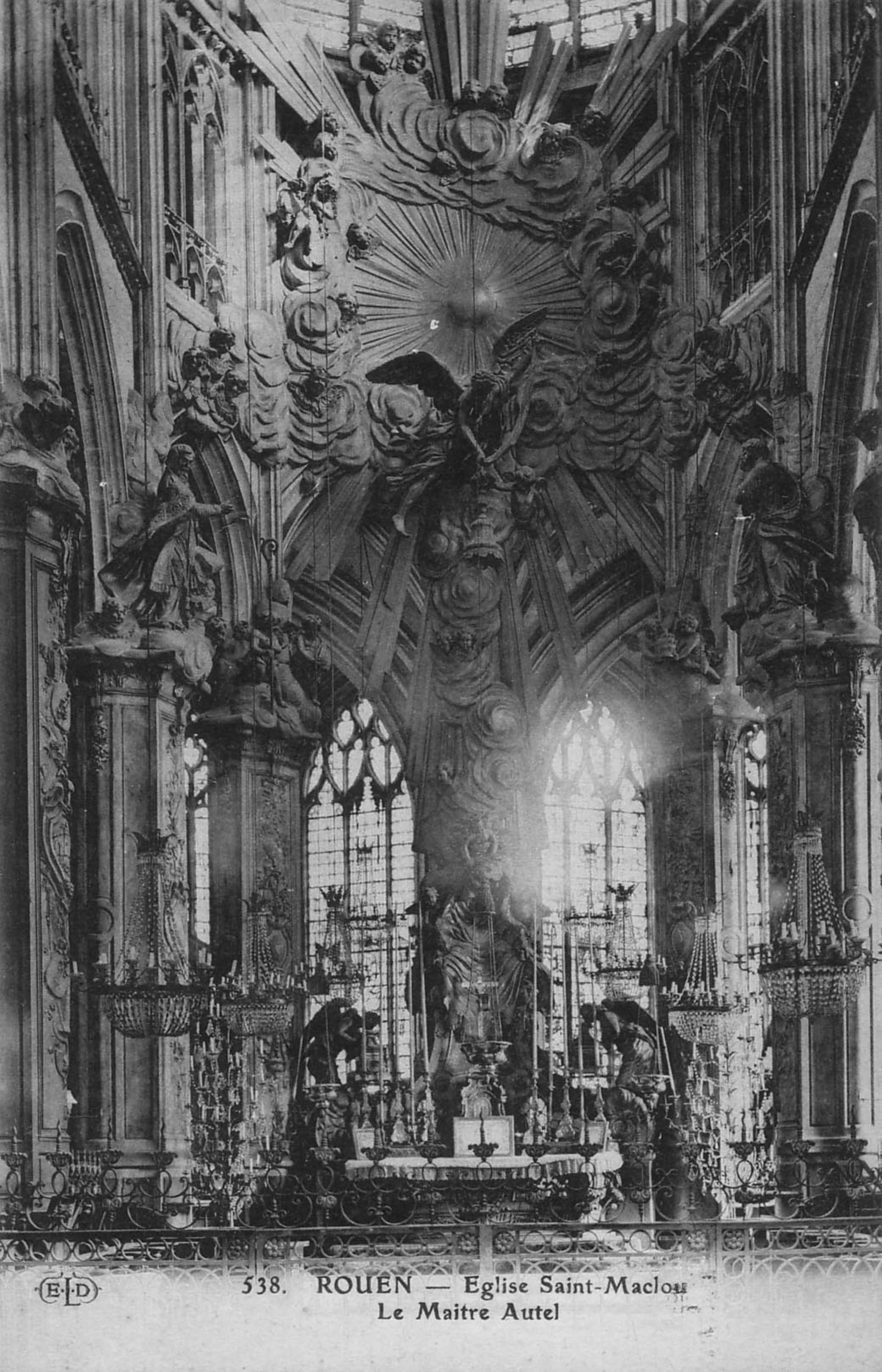
Maître-autel de l'église Saint-Maclou par Defrance et Calais - Détruit en 1944.

La sacristie à l'est de l'édifice est un pastiche néo-Renaissance, dont les colonnes de marbre sont authentiques et proviennent d'Italie.
L'église a subi de nombreux dommages lors de la Seconde Guerre mondiale avec la chute de deux bombes en 1944 entraînant destructions et incendies. En outre, elle a souffert des aléas du climat et de la pollution.
L'intérieur du sanctuaire est conçu pour recueillir le maximum de lumière et est donc très clair. C'est l'une des raisons pour lesquelles on note l'absence de chapiteaux sur les piliers de la nef et du chœur; on remarque également la grande dimension des baies qui occupent tout l'espace entre les travées. Le chœur, très rénové, n'a pas récupéré ses boiseries baroques d'avant-guerre et seule une chapelle en a conservé. La poutre de gloire du XVIIIe siècle qui sépare le chœur de la nef a été préservée. Une des chapelles au sud du déambulatoire n'a pas été reconstruite après-guerre.

## Vitraux
Peu de vitraux anciens ont subsisté et ceux que l'on peut observer sont souvent mêlés à des éléments modernes. Cependant, l'arbre de Jessé, au-dessus du portail nord, est du XVe siècle, avec un Jessé assis selon une habitude née en Flandres; au-dessus du portail Sud, on admire une crucifixion.

## Les orgues
Sur le revers de la façade occidentale, subsiste un orgue Renaissance. Son buffet est de Nicolas Castille.

## Restauration
En juin 1944, les bombes font tomber des voûtes du déambulatoire et du chœur. Le clocher ou tour-lanterne menace de s'effondrer. Des travaux confortatifs se poursuivent et l'église est partiellement rendue au culte en 1965. Le chœur est restauré en l'an 2000 et la tour-lanterne inaugurée à nouveau le 23 juin 2007. En 2008, la ville de Rouen a signé l'un des tout premiers « Plans Patrimoine » avec l'État, la Région et le Département, d'un montant de plus de 7 millions d'euros, pour des travaux jugés indispensables et sans cesse repoussés.
Le chantier engagé en septembre 2011 et devant impérativement être terminé fin 2013, traite toutes les parties hautes de la couverture, la façade du transept Nord et la totalité de la façade occidentale, remédiant ainsi à l'utilisation malheureuse, il y a plus de 150 ans, de pierres de médiocre qualité et des conséquences qui en découlent encore aujourd'hui. Reste à traiter la totalité de la façade Sud, y compris la reconstruction de la chapelle Sainte-Clotilde qui attend depuis 1944.

## Protection
L'église fait l'objet d’un classement au titre des monuments historiques par la liste de 1840.

## Galerie

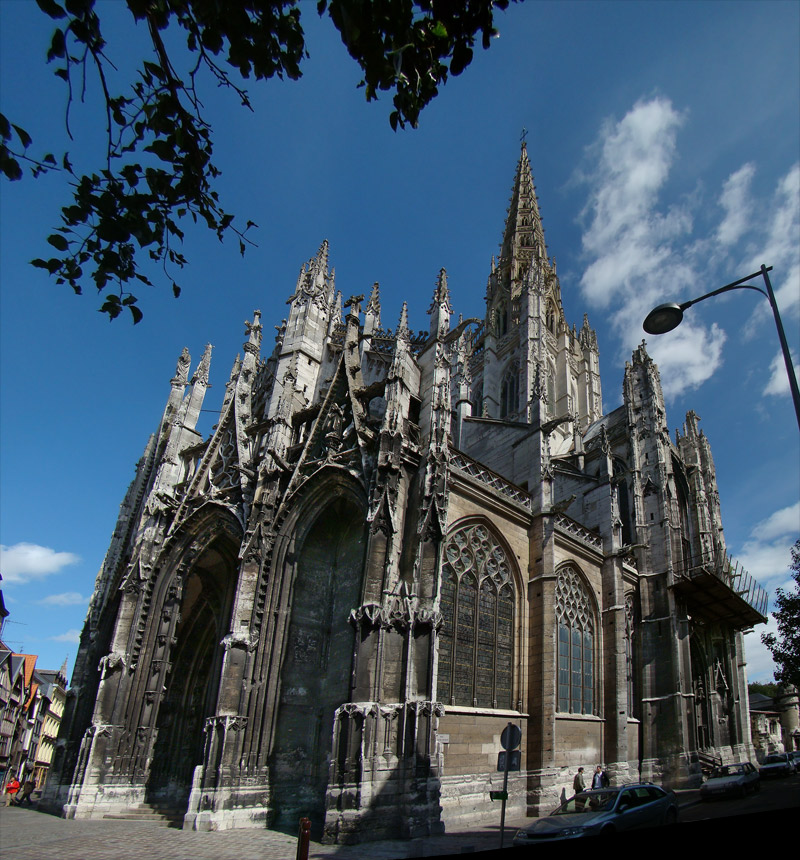
Église vue du sud ouest.
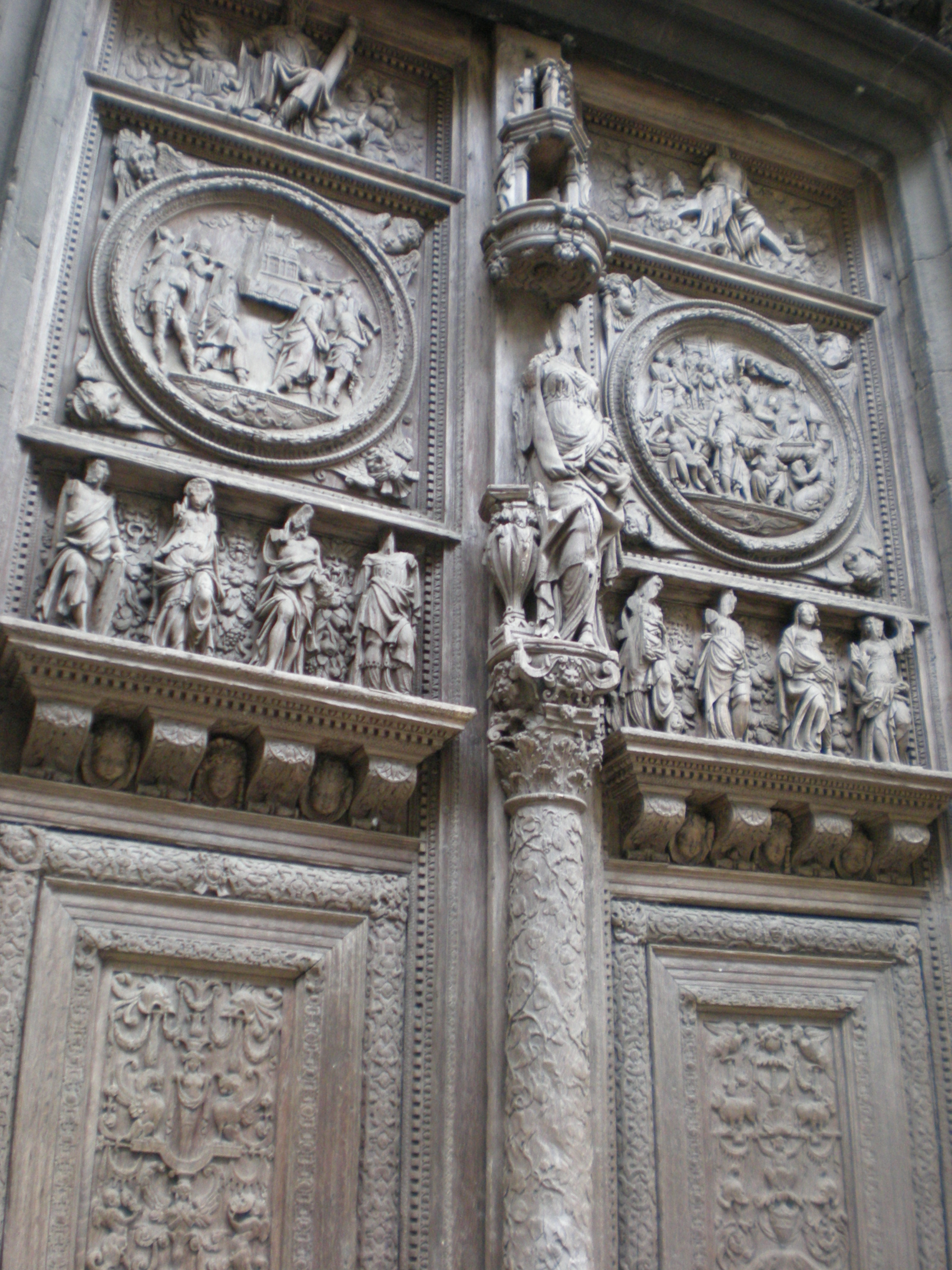
Les vantaux Renaissance du porche Nord.
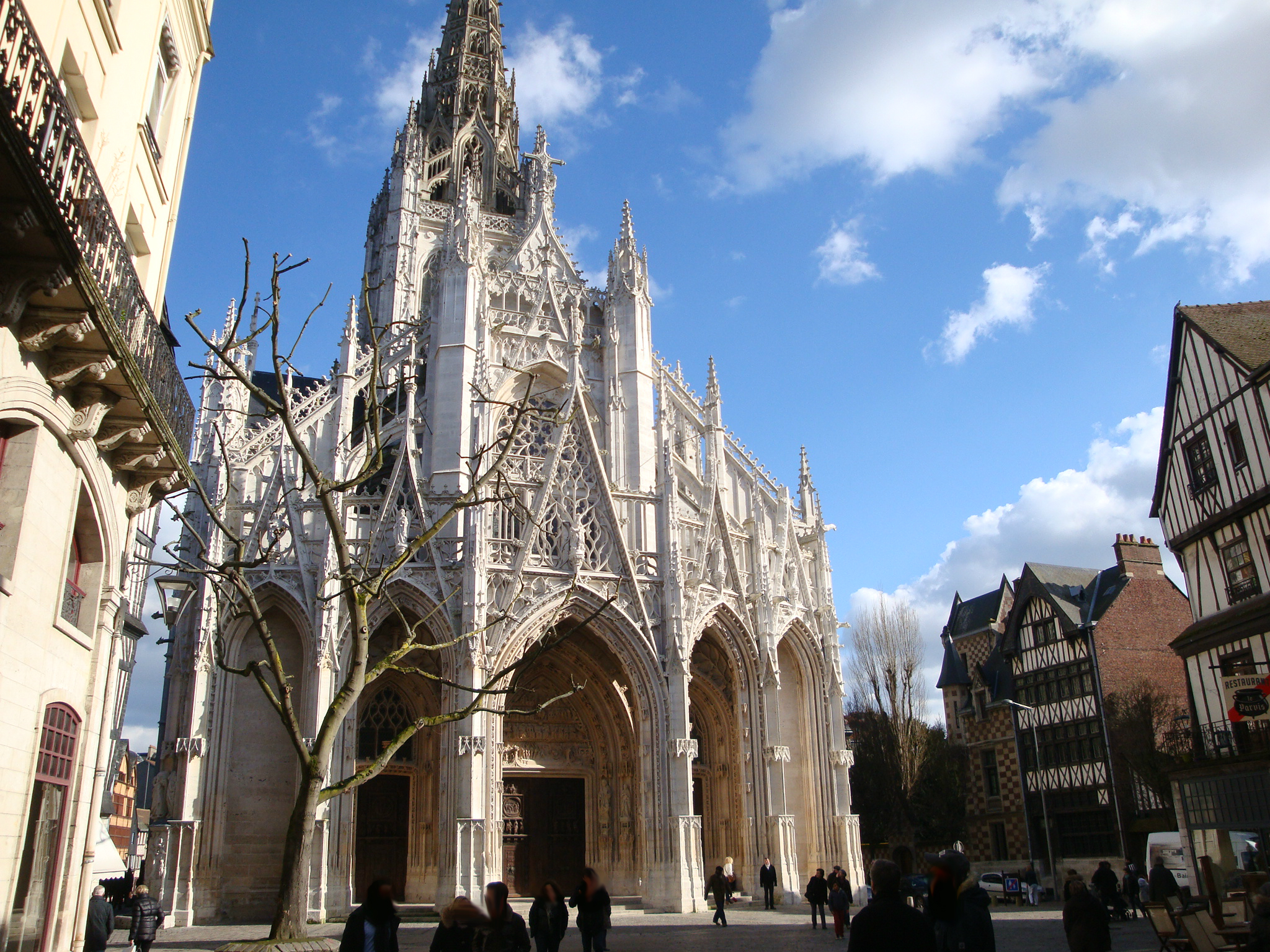
La façade restaurée en mars 2014.
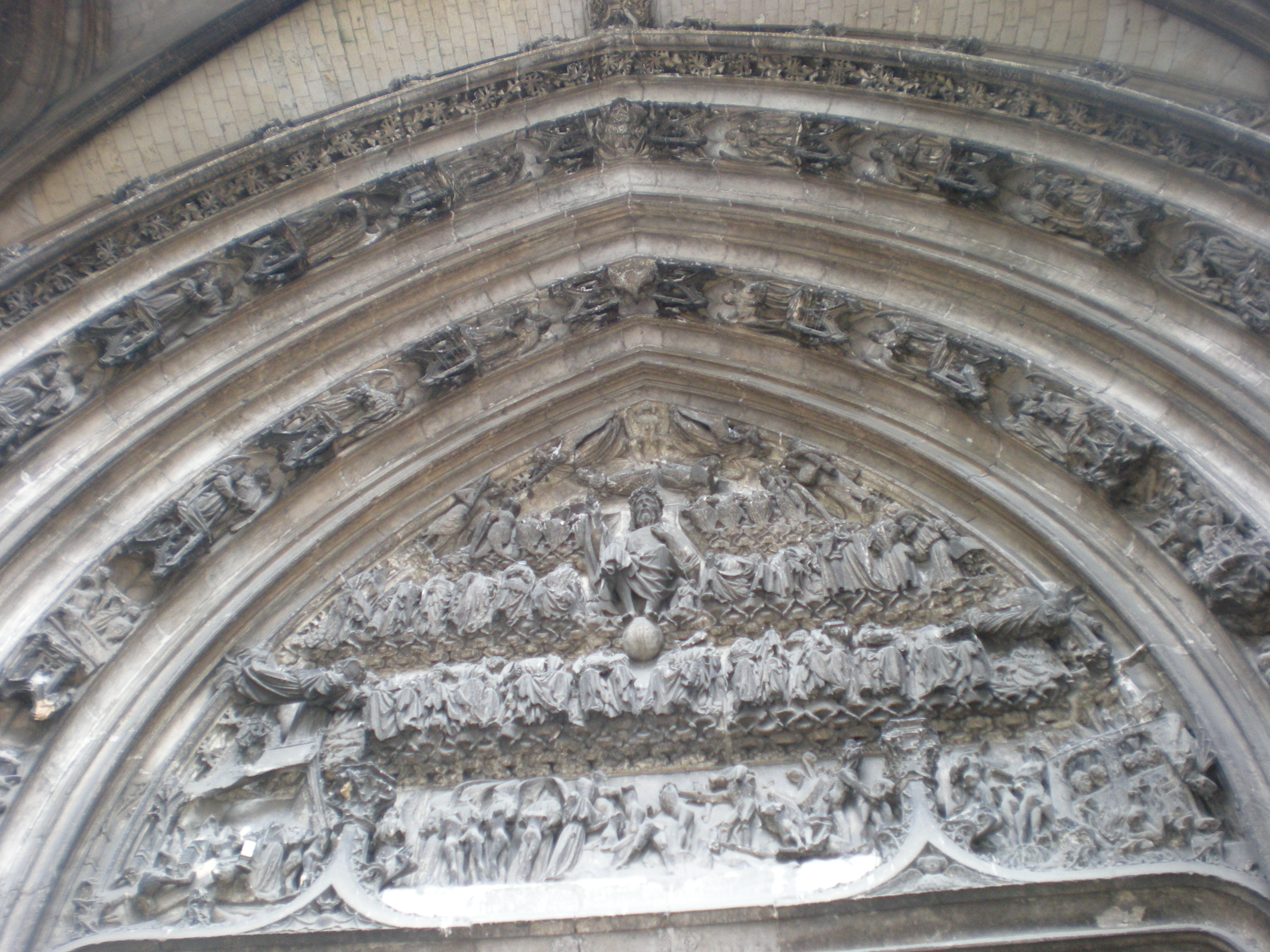
Le portail Ouest.
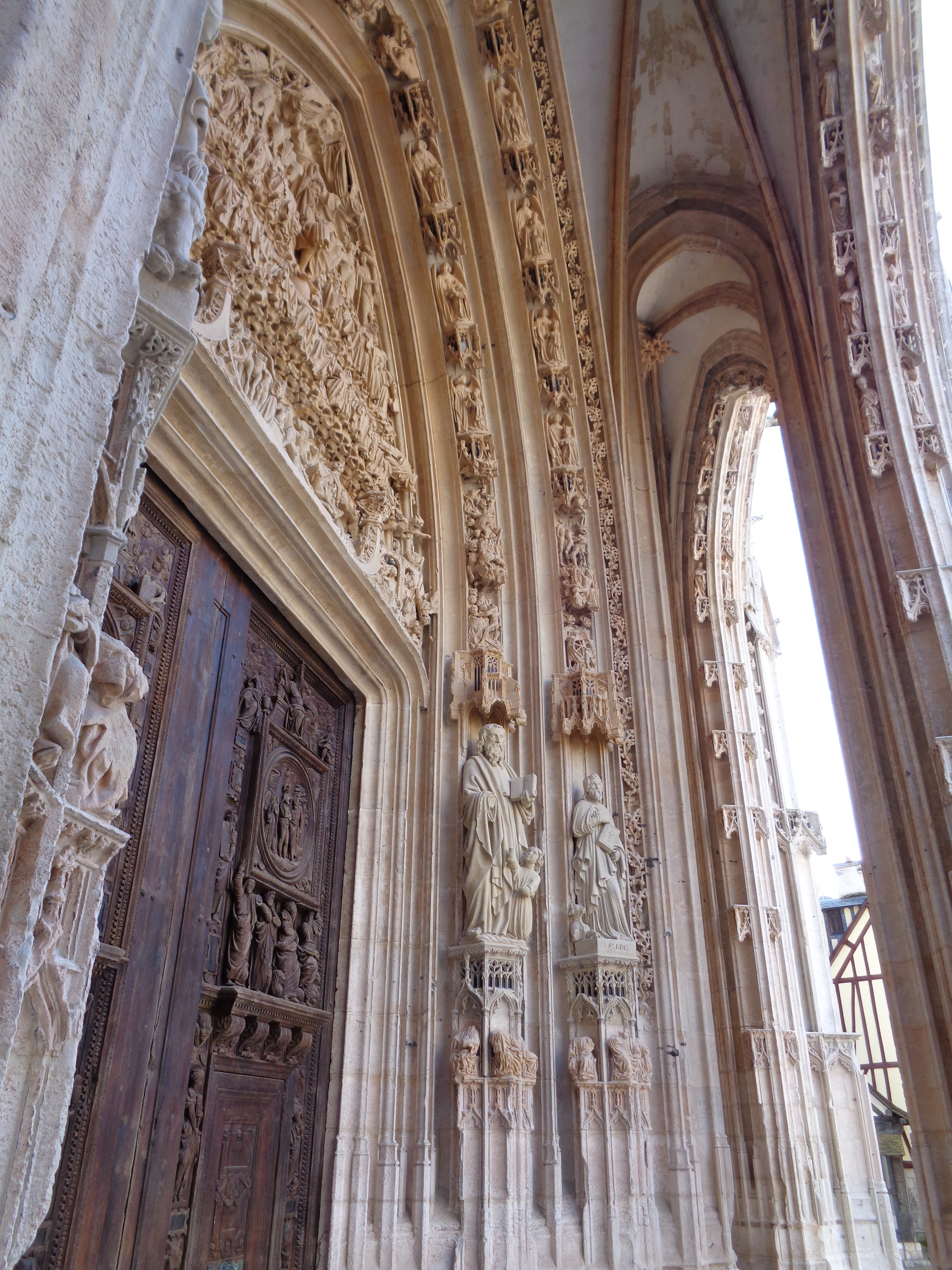
Portail de l'église Saint-Maclou rénové.
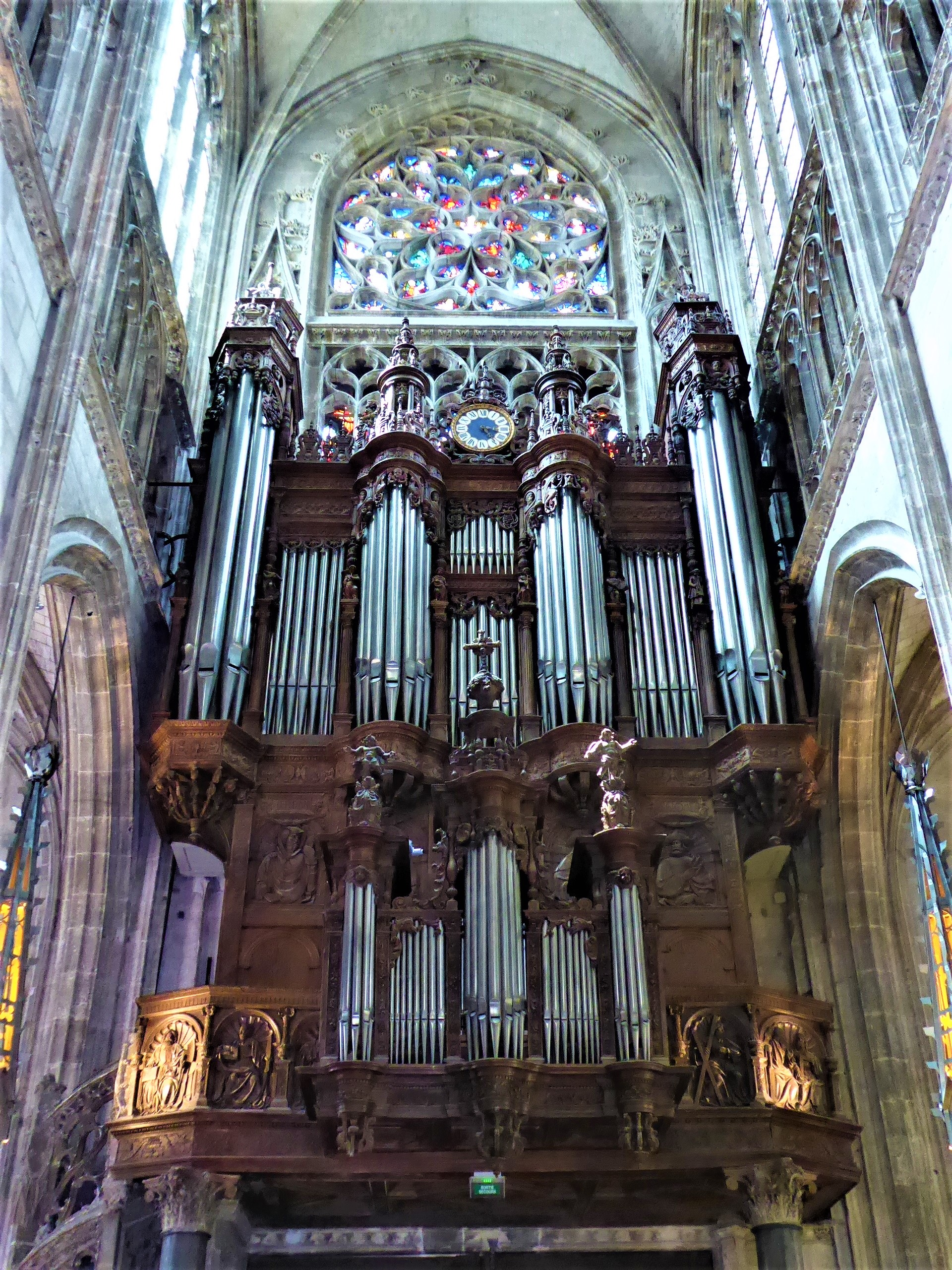
L'orgue.

## Personnalités
- Les graveurs rouennais Noël Le Mire (né rue des Arpents) et Jean-Jacques Le Veau (né rue Malpalu) ont été baptisés en l'église Saint-Maclou, respectivement en 1724 et 1729.
- Louis Antoine Félix Polleux (1821-1885)[12], abbé, a sa sépulture au cimetière monumental de Rouen, carré I2-3, le monument ayant fait l'objet d'une souscription[13].
- L'académicien et chanoine Julien Loth a été curé en 1886[13].

### Sources bibliographiques
- Charles Ouin-La-Croix, Histoire de l'église & de la paroisse de Saint-Maclou de Rouen, Rouen, Mégard, 1846, 280 p. (OCLC 427561718)
- Abbé Julien Loth, « L'Église Saint-Maclou », in La Normandie monumentale et pittoresque, Seine-inférieure, 1893, Le Havre, Lemale et Cie, imprimeurs, éditeurs, p. 129-140, lire en ligne ;
- Julien Loth (ill. Jules Adeline), Saint-Maclou de Rouen : l'église, la paroisse, Rouen, Imprimerie Lecerf Fils, 1913, 153 p. (OCLC 10738098).
- René Herval, Saint-Maclou de Rouen, Rouen, Defontaine, coll. « Les Richesses de chez nous », 1933 (OCLC 312965704).
- Joseph Daoust, L'Église Saint-Maclou de Rouen, Lyon (OCLC 462049592).
- (en) Linda Elaine Neagley, Disciplined Exuberance: The Parish Church of Saint-Maclou and Late Gothic Architecture in Rouen, University Park, Penn: The Pennsylvania State University Press, 1998.
- Christian Moulin et Janine Vilpoix, Relevé des mariages de la paroisse de Saint-Maclou de Rouen de 1771 à 1781 : table filiative, Rouen, Cercle généalogique Rouen Seine-Maritime, 1997.
- Christian Moulin, Relevé des mariages de la paroisse de Saint-Maclou de Rouen de 1772 à 1782 : table filiative, Rouen, Cercle généalogique Rouen Seine-Maritime, 1997.
- Yves Bottineau-Fuchs, Haute-Normandie Gothique Architecture religieuse, Paris VIe, Picard, coll. « Les Monuments de la France gothique », 2001, 403 p. (ISBN 2-7084-0617-5).
- Martine Callias Bey, Véronique Chaussé, Françoise Gatouillat, Michel Hérold, Corpus Vitrearum - Les vitraux de Haute-Normandie, p. 359-364, Monum, Éditions du patrimoine, Paris, 2001  (ISBN 2-85822-314-9) ; p. 495.
- Olivier Chaline, « Quand le ciel fait irruption dans l'église : le décor de chœur baroque de Saint-Maclou », Bulletin des Amis des monuments rouennais,‎ 2012-2013, p. 46-70 (ISBN 978-2-918609-04-9).